# Траян
Марк У́льпий Не́рва Трая́н (лат. Marcus Ulpius Nerva Traianus; 18 сентября 53 — 8 августа 117), больше известный как Траян, — римский император, правивший с 98 по 117 г., в эпоху последнего наивысшего расцвета Римской империи («Золотой век Антонинов») со времён «Золотого века» императора Октавиана Августа. Второй представитель династии Антонинов. Известен своими обширными завоеваниями, ставшими фактически последними в истории Рима. Именно в период правления Траяна население Рима достигло, по современным оценкам, почти миллиона человек, а территория империи достигла своих максимальных размеров. Второй из пяти хороших императоров. В римской историографии традиционно считается «лучшим императором за всю историю Рима» (лат. Optimus Princeps — «Лучший правитель»).
На основании всего вышесказанного можно сделать вывод, что период правления императора Траяна ознаменовал собой вершину развития Pax Romana (с лат. «Римский мир»), начавшегося с принципата Октавиана Августа.
Траян, родившийся в Италике (в 9 км на северо-запад от современной Севильи), происходил из испанского аристократического рода. В правление Нерона отец Траяна был включён в состав сената. Траян начал карьеру при Домициане, в 96 году назначившем его наместником Верхней Германии. Спустя год, в результате солдатского мятежа, преемник Домициана Нерва усыновил популярного в армии Траяна и назначил его своим соправителем и наследником. После смерти Нервы Траян стал первым выходцем из провинции, достигшим верховной власти в империи. Правление Траяна было отмечено масштабными завоеваниями. В результате двух кампаний в 101—102 и 105—106 гг. была покорена Дакия. На Востоке аннексировано Набатейское царство, в 114—117 гг. в ходе войны с Парфией император присоединил к Римскому государству Великую Армению и Месопотамию, в 116 году дошёл до Персидского залива и захватил столицу парфян Ктесифон. Однако из-за восстаний Траян был вынужден остановить кампанию и вернуться обратно. В августе 117 года в Киликии на пути в Рим Траян скончался. Его преемником стал его двоюродный племянник Адриан.
Траян носил следующие победные титулы: «Германский» с октября 97 года; «Дакийский» — с конца 102 года; «Парфянский» — со 116 года; полный титул к моменту смерти: «Император Цезарь, Сын Божественного Нервы, Нерва Траян Лучший Август Германский Дакийский Парфянский, Великий Понтифик, наделён властью народного трибуна 21 раз, Император 13 раз, Консул 6 раз, Отец Отечества» (лат. Imperator Caesar Divi Nervae Filius Nerva Traianus Optimus Augustus Germanicus Dacicus Parthicus, Pontifex Maximus, Tribuniciae potestatis XXI, Imperator XIII, Consul VI, Pater Patriae).

## Ранняя карьера и начало правления

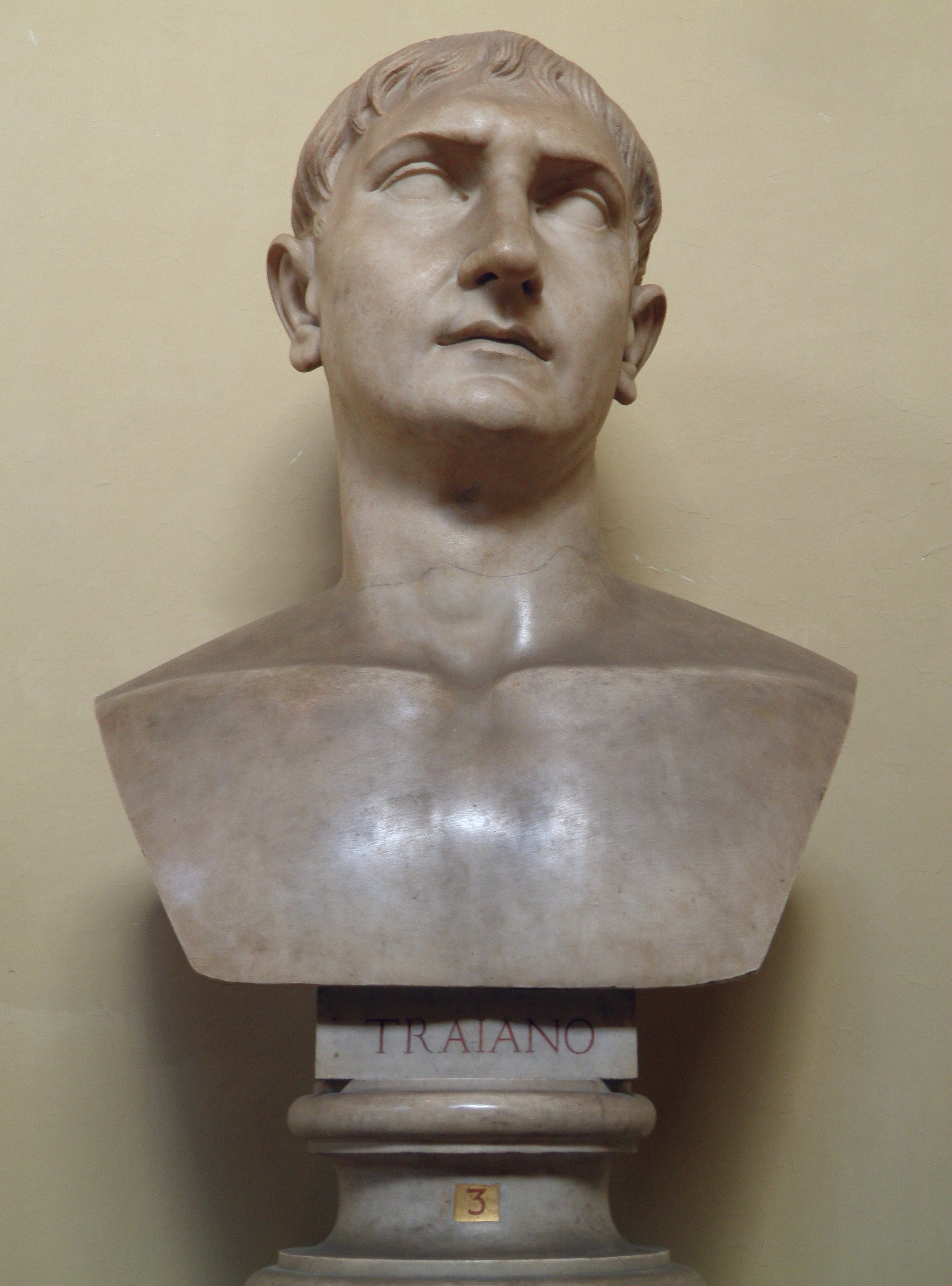
Бюст Траяна

Траян был первым императором, рождённым вне Рима. Его семья вела своё происхождение от группы солдат, которых Публий Корнелий Сципион Африканский в 205 году до н. э. переселил в Италику Испанскую.
Отец, Марк Ульпий Траян Старший (30 — до 100), был предположительно первым в роду, добившимся сенаторского сословия, при Нероне. Он родился в Испании в семье римских переселенцев. Его старшая сестра Ульпия Марциана была матерью претора Публия Элия Адриана Афра, отца римского императора Адриана. В 60 году он был назначен прокуратором в Бетику, возможно командовал легионом под начальством Корбулона в начале 60-х годов, в 67 году он был назначен легатом легиона X Fretensis под начальством тогдашнего прокуратора Иудеи Веспасиана, с ноября 70 года он служил в Каппадокии, в том же году получил консулат, а с осени 73 года — в Сирии, где он предотвратил попытку парфянского вторжения. B 79/80 годах он был проконсулом провинции Азия. После смерти в 117 году он был обожествлён, получив почётный титул «divus Traianus pater».
Матерью Траяна была Марция (33—100), дочь римского сенатора Квинта Марция Бареа Суры и Антонии Фурниллы. Её сестра, Марция Фурнилла была второй женой императора Тита. Дед по отцовской линии Марции был Квинт Марций Бареа, который был консулом-суффект в 26 году и дважды проконсулом Африки, а её дед по материнской линии был Авл Антоний Руф, консул-суффект в 44 году или 45 году. В 48 году Марция родила сестру Траяна Ульпию Марциану. В честь Марции Траян основал колонию Тамугади в Северной Африке, которая называлась Colonia Marciana Ulpia Traiana Thamugadi.
Родился Траян 15 сентября 53 года в городе Италика, недалеко от Севильи, где роду Ульпиев принадлежали немалые земельные угодья. Службу Траян начал монетным триумвиром (triumvir monetalis) в 74 году. Примерно в это время он женился на Помпее Плотине, родом из Немауза (Нарбонская Галлия). В 75 году он стал трибуном-латиклавием в Сирии, а двумя годами позднее был переведён на ту же должность в один из легионов, расквартированный в Германии. В январе 81 года Траян стал квестором, а в 86 году — претором. В следующем году он был назначен легатом VII Парного легиона в Тарраконской Испании и в январе 89 года участвовал в подавлении восстания Сатурнина и его германских союзников хаттов, за что в 91 году получил консульство. Позднее последовало прокураторство в Нижней Мёзии и Верхней Германии.

### Восхождение к власти

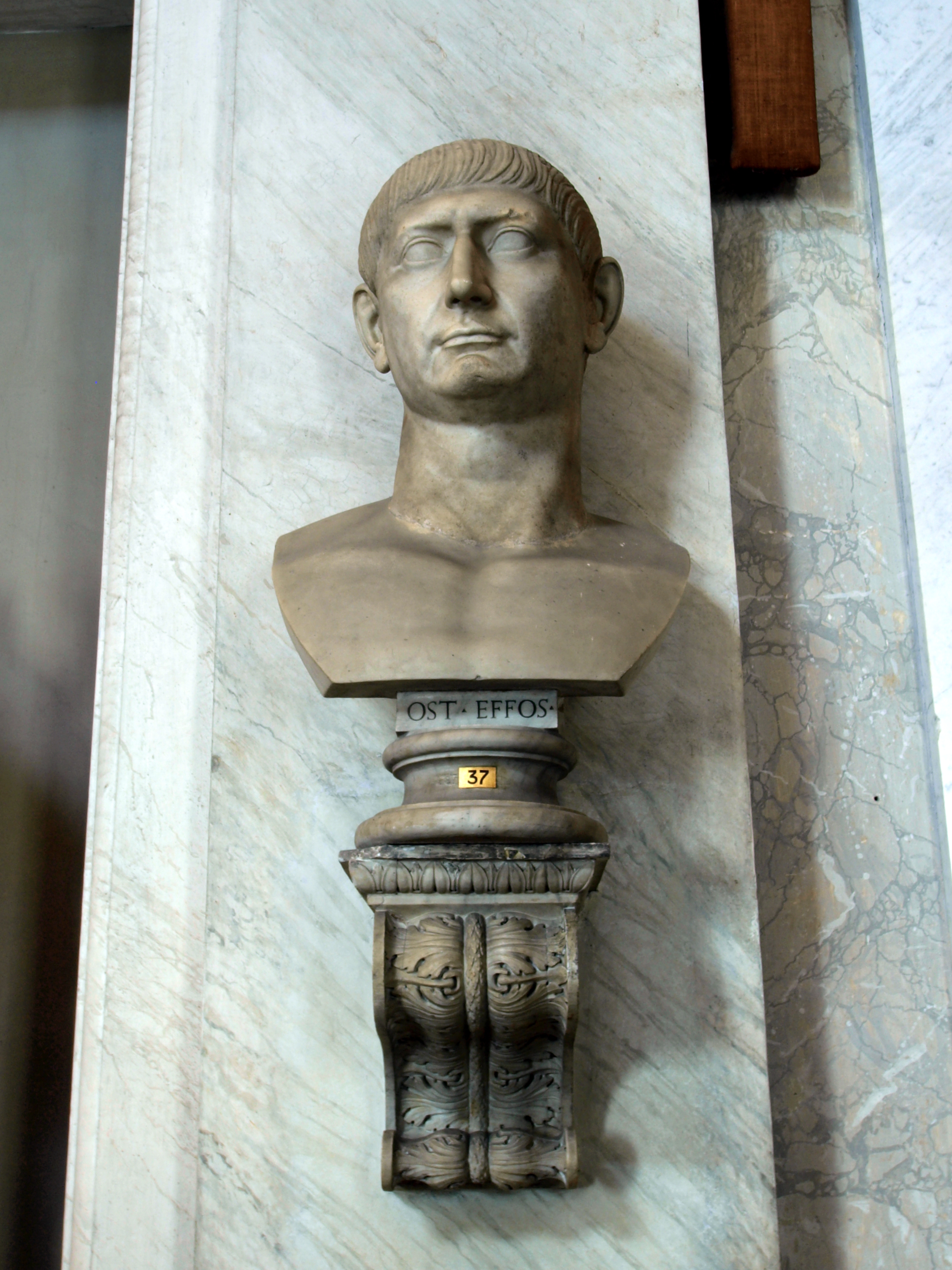
Бюст Траяна в ватиканском музее

После убийства Домициана в 96 году на престол вступил пожилой сенатор Нерва. Недовольство в армии и преторианской гвардии и слабость Нервы создали в сенате почву для политической борьбы. В самом начале правления Нервы преторианцы добились казни убийц Домициана. Сенат начал готовиться к смерти императора, и Нерва потерял значительную часть своих полномочий. В результате в октябре 97 года против Нервы вспыхнуло восстание легионеров, пытавшихся возвести на престол нового императора, уже из солдатской среды. Именно тогда началась реальная борьба за власть. В это время в сенате образовались две фракции, стремившихся возвести своего ставленника в преемники Нервы. Один из кандидатов, Нигрин Корнелий, был наместником провинции Сирии, где располагалась одна из самых мощных армий в Римской империи. Другая группа сенаторов склонялась к кандидатуре Траяна. Этими сенаторами были, вероятно, Секст Юлий Фронтин, Луций Юлий Урс Сервиан, Гней Домиций Тулл, Луций Лициний Сура и Тит Вестриций Спуринна. В том же году Траян был назначен прокуратором Верхней Германии и Нижней Мёзии в противовес возможной узурпации Нигрина. В этой ситуации, осознав, насколько слаба его власть, Нерва придумал систему, которая обеспечила процветание Римской империи в течение следующего столетия — согласно ей император (называемый также августом) должен был ещё при жизни назначить себе преемника и соправителя (называемого цезарем). Причём выбор цезаря должен был осуществляться вне зависимости от родства, а только по его личным качествам. С целью закрепления власти цезаря он усыновлялся августом. Когда преторианцы захватили императорский дворец на холме Палатин, Нерве не удалось спасти некоторых своих чиновников. Но он поступил мудро, сделав своим соправителем и наследником (то есть цезарем) Траяна. Согласно панегирику Плиния, это было божественное вдохновение.
В сентябре 97 года Траян, находясь в Могонтиаке после завершения успешного похода против свевов, получил от Адриана известие о том, что был усыновлён Нервой. Траян был избран консулом на следующий год вместе со своим фактическим соправителем Нервой. Через 27 дней прибывший из Рима Адриан сообщил находившемуся в Колонии Агриппины (современный Кёльн) Траяну о смерти Нервы. Траян получил титул императора, а впоследствии (25 октября) проконсульскую (proconsulare imperium maius) и трибунскую (tribunicia potestas) власть; в общей сложности он был трибуном 21 раз, однако в Рим вернулся не сразу, приняв решение временно остаться в Германии. Там Траян занимался продолжением укрепления границ между верховьями Рейна и Дунаем. Весной Траян начал инспектировать положение дел на дунайской границе, посетив Паннонию и Мёзию, пострадавшие от нашествий давнего врага Рима Децебала, и лишь в сентябре следующего года вернулся в Рим. Там он совершил триумфальный въезд в город. Месяц спустя Траян провёл раздачу первого конгиария — денежного вознаграждения каждому гражданину в честь своего вступления в должность.

## Военная деятельность

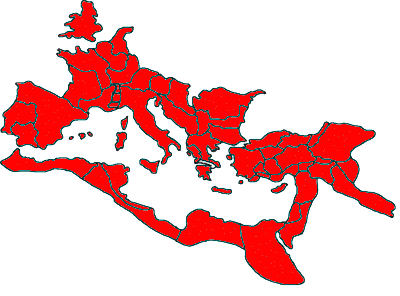
Римская империя в 117 году

Траян внёс существенные изменения в структуру римской армии в целом. Были созданы:
- легионы II Неустрашимый Траянов и XXX Победоносный Ульпиев (оба в 105 году для второй дакийской кампании, так что общее число легионов достигло при Империи максимума — 30);
- алы I Ulpia contariorum miliaria и Ulpia dromedariorum, состоящая из боевых верблюдов, несколько подразделений из романизованных даков и 6 вспомогательных когорт из набатейцев;
- новая конная охрана (equites singulares) исходной численностью в 500 человек из жителей Фракии, Паннонии, Дакии и Реции.

Так называемые фрументарии были преобразованы в разведывательное формирование, обосновавшееся в Иностранном лагере (Castra Peregrinorum). Для укрепления дунайской границы был возведён Траянов вал. В медицинской службе появились 3 новые должности — medicus legionis, medicus cohortis и optio valetudinarii (соответственно легионный и когортный медик и заведующий военным госпиталем).

### Дакийские кампании
В самом начале правления Траян стал готовиться к дакийской кампании, призванной раз и навсегда отвести серьёзную угрозу, долгое время нависавшую над дунайской границей. Подготовка велась почти год — в горных районах Мёзии были построены новые крепости, мосты и дороги, к девяти стоявшим на Дунае легионам были добавлены войска, вызванные из Германии и восточных провинций. На базе VII Клавдиева легиона в Виминациуме был собран ударный кулак из 12 легионов, 16 ал и 62 вспомогательных когорт общей численностью до 200 тыс. человек. После этого, в марте 101 года, римская армия, нарушив договор Домициана и, разделившись на две колонны (западной командовал сам Траян), по понтонному мосту перешла Дунай. Этим силам противодействовала приблизительно 160-тысячная (включая 20 тыс. союзников — бастарнов, роксоланов и, предположительно, буров) армия Децебала. Римлянам пришлось вести тяжёлые бои; агрессор столкнулся с достойным противником, который не только стойко сопротивлялся, но и отважно контратаковал на римской стороне Дуная.
В Тибиске войско вновь соединилось и стало продвигаться к Тапам. Тапы располагались на подступах к столице Дакии Сармизегетузе, где в сентябре произошла битва с оказавшими упорное сопротивление даками.
Отклонив просьбу Децебала о мире, Траян был вынужден прийти на помощь атакованным крепостям к югу от Дуная. Там его ждал успех — прокуратор Нижней Мёзии Лаберий Максим пленил сестру Децебала, без боя были отвоёваны захваченные после поражения Корнелия Фуска трофеи. В феврале 102 года близ Адамклисси произошла кровопролитная битва, в ходе которой Траян приказал разорвать на бинты собственные одежды. Погибло почти 4 тысячи римлян. В честь этой пирровой победы в Адамклисси были воздвигнуты монументальные памятники, огромный мавзолей, могильный алтарь со списком погибших и небольшой курган. Весной было начато контрнаступление, однако римляне, приложив значительные усилия, отбросили даков обратно в горы.

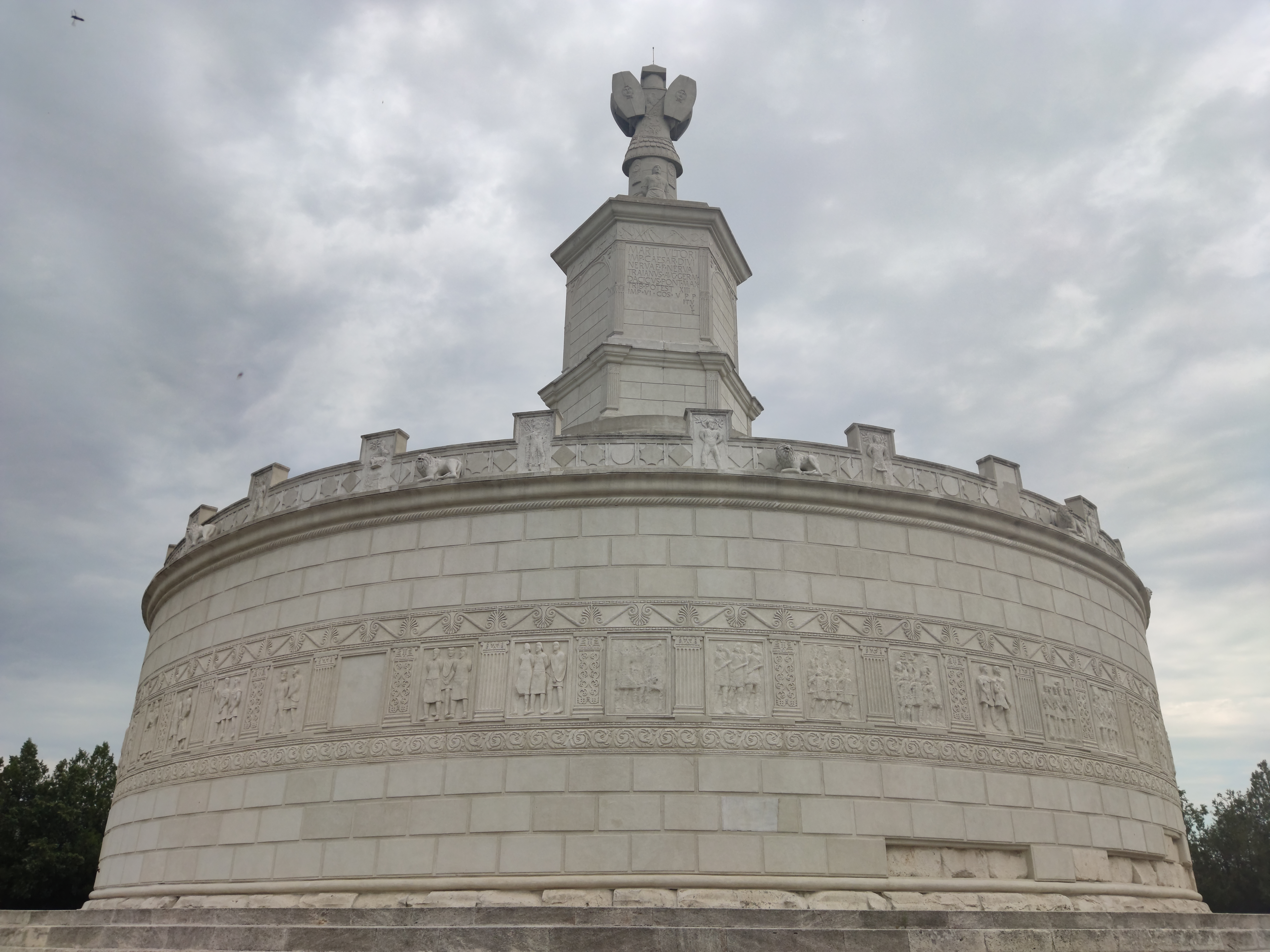
Трофей Траяна — монумент, воздвигнутый в честь победы в Дакии (на фотографии — современный макет)

Повторную просьбу о мире Траян вновь отклонил и уже осенью сумел подойти к Сармизегетузе. На третью просьбу провести переговоры Траян согласился, так как его армия к тому времени была истощена в боях, но с достаточно суровыми для даков условиями. Хотя поздней осенью 102 года ни Траян, ни его командиры не верили в успешное завершение борьбы. Тем не менее в декабре был отпразднован триумф, а чтобы иметь возможность быстро перебрасывать в Дакию подкрепления, Траян приказал своему гражданскому инженеру Аполлодору выстроить возле крепости Дробеты грандиозный каменный мост через Дунай, но из-за несоблюдения договора его строительство было ускорено, а охрана поручена легиону Легион I «Италика» (legio I «Italica»).
4 июня 105 года Траян был вынужден начать новую кампанию, но мобилизовал меньшие силы — 9 легионов, 10 конных ал, 35 вспомогательных когорт (всего — более 100 тыс. чел.) и две дунайские флотилии. В начале войны был построен ещё один мост через Дунай, чтобы быстрее переправить легионы в Дакию. В результате боёв римляне вновь проникли в горы Орэштие и остановились у Сармизегетузы. Нападение на столицу Сармизегетузу состоялось в начале лета 106 года с участием II Вспомогательного легиона и IV Счастливого Флавиева легиона и вексиляции от VI Железного легиона. Даки отразили первую атаку, но римляне разрушили водопровод, чтобы быстрее взять город. Траян осадил превратившуюся в крепость столицу. B июле Траян взял её, но в конце концов даки её подожгли, часть знати, чтобы избежать плена, совершила самоубийства. Остатки войск вместе с Децебалом бежали в горы, но в сентябре были настигнуты римским конным отрядом во главе с Тиберием Клавдием. Децебал покончил с собой, и Тиберий, отрубив ему голову и правую руку, отослал их Траяну, передавшему их в Рим. К концу лета 106 года войска Траяна подавили последние очаги сопротивления, и Дакия стала римской провинцией. Недалеко от Сармизегетузы заложили новую столицу Дакии — Ульпию Траяну (Colonia Ulpia Traiana Augusta Dacica). На вновь завоёванные земли хлынули переселенцы из империи, преимущественно из её балканских и вообще восточных окраин. Вместе с ними на новых землях воцарились новые религиозные культы, обычаи и язык. Переселенцев привлекали богатства прекрасного края и прежде всего золото, обнаруженное в горах. По данным позднеантичного автора Иоанна Лида, ссылавшегося на военного медика Траяна Тита Статилия Критона, было взято около 500 тыс. военнопленных.
В дакийских походах Траян сумел создать корпус талантливых командующих, куда входили Луций Лициний Сура, Луций Квиет и Квинт Марций Турбон. В сферу римского влияния попало северное побережье Понта (Чёрного моря). Контроль над Боспором и политическое влияние на иберов были усилены. Триумф императора состоялся в 107 году и был грандиозным. Игрища продолжались 123 дня, на них выступили более 19000 гладиаторов. Дакские трофеи составили пять миллионов фунтов золота и десять миллионов серебра. Торжественности празднеству придали почётные гости из Индии.

### Восточная кампания
На западе империя достигла своих естественных границ — Атлантического океана, поэтому Траян переместил центр тяжести своей внешней политики на Восток, где продолжали сохраняться богатые и стратегически важные, но ещё неосвоенные Римом области.
Сразу после завершения покорения Дакии Траян аннексировал Набатейское царство, воспользовавшись раздорами после смерти его последнего царя Рабела II. В конце 106 или в самом начале 107 года Траян послал армию во главе с сирийским легатом Авлом Корнелием Пальмой Фронтонианом, занявшую столицу Аравии Петру. Сразу же после аннексии Аравия была организована в новую провинцию Каменистая Аравия. Первым наместником провинции был Гай Клавдий Север, одновременно занимавший должность командующего III Киренаикского легиона, переброшенного из Египта. В начале 111 года Клавдий Север начал строительство via Nova Traiana — дороги, ведущей с юга на север через всю Аравию. Эта дорога до сих пор функционирует в Иордании. И до сих пор восхищение специалистов вызывает тот факт, что она проведена точно по границе с пустыней, то есть территорией, на которой, по определению, жизни быть не могло. Фактически эта дорога определяла климатическую зону, удобную для человеческого проживания, и одновременно — границу провинции и империи с востока. Столицу новой провинции Траян решил сделать в Босре — город переименовали в Nova Traiana Bostra.
Разногласия со старым врагом Парфией в связи с кандидатами на армянский трон (парфянским ставленником был Партамасирис, римским — Аксидар) стали катализатором к подготовке главной фазы кампании, в ходе которой были завоёваны плацдармы для наступления. После неудачных переговоров с парфянским царём Хосроем в октябре 112/113 года Траян выехал из Италии, одновременно на Восток было переброшено подкрепление из дакийских гарнизонов, так что всего против Парфии было нацелено 11 легионов.
7 января 114 года Траян прибыл в Антиохию для ликвидации возникших после парфянских налётов беспорядков, а позднее через Самосату в верхнем течении Евфрата отправился в Саталу — место сбора северной группировки войск. Отвергнув формальное признание Партамасирисом римской власти, Траян быстро занял Армянское нагорье. На севере были начаты успешные переговоры с Колхидой, Иберией и Албанией, обезопасившие римлянам восточное Причерноморье. Ликвидировав парфянское владычество на юго-востоке Армении, войска поэтапно заняли Атропатену и Гирканию. Осенью все регионы Армении и часть Каппадокии были объединены в провинцию Армения.
В 115 году Траян начал наступление на северо-западную Месопотамию. Местные князьки, вассалы Хосроя, почти не оказали сопротивления, так как он был занят в восточной части царства и не мог оказать им никакой помощи. После занятия основных городов — Синтары и Низибиса — в конце года Месопотамия была также объявлена провинцией. Вторично находясь в Антиохии, 13 декабря 115 года Траян чудом спасся во время разрушительного землетрясения, выпрыгнув из окна дома, и несколько дней был вынужден провести под открытым небом на ипподроме. Тяжёлые разрушения этой тыловой базы армии затруднили дальнейшие действия, однако весной следующего года завершение строительства большого флота на Евфрате ознаменовало продолжение кампании.
Армии двинулись по Евфрату и Тигру двумя колоннами, связь между ними поддерживалась, по-видимому, по старым каналам, восстановленным Траяном. После занятия Вавилона корабли евфратской армии были транспортированы по суше к Тигру, где войско соединилось и вошло в Селевкию. Хосрой практически не сумел справиться с внутренними раздорами, и парфянская столица Ктесифон была взята без особого труда, в результате чего царь был вынужден бежать, однако была пленена его дочь. Позднее Септимий Север после своего парфянского похода просил сенат присвоить ему титул «divi Traiani Parthici abnepos» — «праправнук божественного Траяна Парфянского».
Траян добился небывалого успеха: в районе Селевкии и Ктесифона была создана очередная провинция — Ассирия, в устье Евфрата было взято Мезенское царство, а флотилия спустилась вниз по течению до Персидского залива, и Траян, которого радушно встретили в портовом городе Хараксе, начал планировать дальнейшее продвижение до Индии. По одной из легенд он вышел к морю и, увидев плывущий в Индию корабль, воздал хвалу Александру Македонскому и сказал: «Если бы я был молодым, я вне сомнений отправился бы в Индию».

## Провинциальная политика
Жителям нескольких городов своей родной Испании Траян предоставил римское гражданство. В процессе колонизации Дакии Траян переселил из романизованного мира большое число людей, так как коренное население из-за агрессивных войн с Децебалом значительно поредело. Большое внимание Траян уделил золотодобывающей промышленности и направил на некоторые разработки квалифицированных в этом деле пирустов. Уже существующие римские центры, такие как Петовион в Верхней Паннонии или Рациария и Эск в Нижней Мёзии были возведены в ранг колоний, образован целый ряд муниципий, старые города, например, Сердик, планомерно восстанавливались.
В присоединенном Набатейском царстве из-за его большого стратегического значения началась не менее бурная романизация. Так же, как и на Дунае, сразу же началось строительство дорог, укреплений и системы наблюдения. Уже при первом прокураторе Гае Клавдии Севере было начато строительство соединяющих магистралей между Красным морем и Сирией. Систематически ремонтировалась и охранялась дорога via Nova Traiana от Аккабы через Петру, Филадельфию и Босру на Дамаск, которая представляла собой булыжную мостовую шириной в семь метров и являлась одной из самых важных шоссейных дорог на всем Ближнем Востоке. Параллельно с этой магистралью была построена эшелонированная система наблюдения с маленькими крепостями, башнями и сигнальными станциями. Их задача состояла в контроле над караванными путями и оазисами в пограничной зоне и в наблюдении за всей караванной торговлей. В городе Босра был размещен легион, который защищал земли новой провинции от нападений кочевников.

### Восстания
Несмотря на колоссальные достигнутые успехи, ещё в 115 году в армейском тылу начались поначалу единичные иудейские восстания. Многие в очередной раз ожидали прихода мессии, который мог обострить сепаратистские и фундаменталистские настроения. На Киренаике некий Андрей Лука разгромил местных греков и приказал разрушить храмы Аполлона, Артемиды, Деметры, Плутона, Изиды и Гекаты. Саламин на Кипре был разрушен евреем Артемионом, в Александрии начались массовые столкновения между евреями и греками. Надгробие взявшего Иерусалим Помпея было практически разрушено. Египетский прокуратор Марк Рутилий Луп смог лишь выслать III Киренаикский легион или XXII Дейотаров легион для защиты Мемфиса. Для восстановления порядка в Александрии Траян выслал туда Марция Турбона с VII Клавдиевым легионом и военными судами, а для реконструкции разрушенных храмов пришлось провести конфискацию иудейского имущества. На Кипре высадился Луций Север.
Однако осенью следующего года парфяне и евреи развернули большое партизанское движение, достигшее Армении и Северной Месопотамии, чуть позже от Рима отпал греческий город Селевкия. В отличие от остальных очагов восстания в Месопотамии образовался единый фронт, в формирование которого, возможно, внесли значительный вклад мелкие иудейские династии, в рамках Парфянского царства продолжавшие управлять своими вассальными государствами. Траян с трудом контролировал ситуацию. В Северную Месопотамию был послан жёсткий Лузий Квиет, командовавший мавританскими вспомогательными формированиями, отпавшие Селевкия и Эдесса были взяты штурмом и сожжены. За эти успешные действия Траян в 117 году назначил Квиета иудейским прокуратором.
Но на другом фронте парфяне разбили войско консуляра Аппия Максима Сантры, несколько гарнизонов были уничтожены. Царём в Ктесифоне Траян попытался поставить проримского аристократа Партамаспата, но имевшаяся в распоряжении часть войск уже была переброшена в Иудею. Однако контрнаступление Хосроя было предотвращено — войска пропарфянского армянского царя Санатрука были разбиты, а с Вологезом были проведены переговоры. После завершения месопотамского восстания неизвестный автор написал так называемую «Книгу Эльхазаи», где говорилось, что конец света наступит в течение ближайших трёх лет.

## Внутренняя политика
В период своего принципата Траян был консулом всего 9 раз, часто отдавая эту должность своим друзьям. За весь период империи было всего около 12 или 13 частных лиц (privati), добывших трёхкратное консульство. При Траяне таковых было трое: Секст Юлий Фронтин, Тит Вестриций Спуринна (оба — в 100) и Луций Лициний Сура (107), а десять его военачальников в дакийских кампаниях и ближайших друзей (Луций Юлий Урс Сервиан, Лаберий Максим, Квинт Глиций Атилий Агрикола, Публий Метилий Сабин Непот, Секст Аттий Субуран Эмилиан, Тит Юлий Кандид Марий Цельс, Анций Юлий Квадрат, Квинт Сосий Сенецион, Авл Корнелий Пальма Фронтониан и Луций Публилий Цельс) два раза были консулами. Новые члены сената стали назначаться из восточных провинций, процессы по оскорблению величия были отменены.

### Финансы и алиментарная система

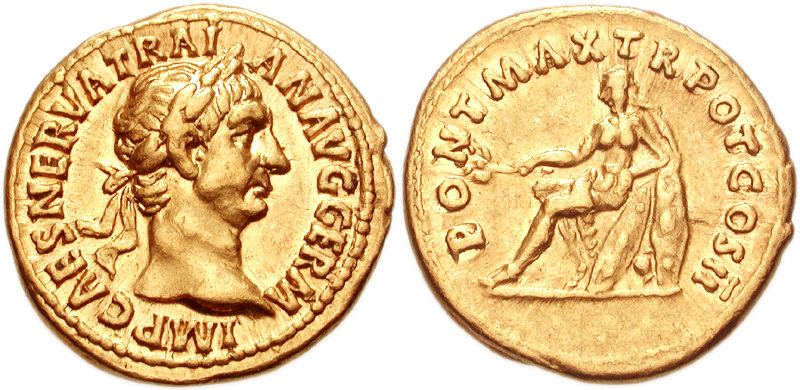
Ауреус с персонификацией Германии Траяна

Траян продолжил развитие алиментарной системы, то есть системы государственной поддержки малоимущих граждан, заложенной его предшественником — Нервой. В алиментарной системе одним из важных новшеств было создание за счёт налогов и взносов частных лиц нескольких местных алиментарных фондов, из которых выдавались ежемесячные пособия детям из бедных семей (мальчикам — 16 сестерциев, девочкам — 12). Была введена новая должность кураторов (лат. curatores alimentorum), которые, представляя Рим, получили финансовый контроль в областях Италии и провинциях. Ювенал, современник Траяна, выразил знаменитое требование низших слоёв — «хлеба и зрелищ», и Траян действительно стабилизировал снабжение Рима зерном, обязав каждого сенатора вкладывать треть своего состояния в хозяйство на италийских землях, а из алиментарного фонда под небольшие проценты финансировались крестьяне, благодаря чему Италия практически перестала зависеть от египетских поставок хлеба. Бедные италийские землевладельцы смогли продавать свою недвижимость по высокой цене и покупать дешёвую землю в провинциях. Для импортных зерновых поставок империи в новом порту Рима рядом с Остией в дополнение к гавани Клавдия была построена новая, гексагональная гавань — Portus Traiani Felicis, управляемая procurator Portus Utriusque (прокуратором обеих гаваней), где баржи от приплывших судов переправляли груз вверх по Тибру в Рим. У пирса такого размаха мог бы пришвартоваться «Титаник» и даже американский авианосец «Нимиц».
Из-за притока 165 тонн дакийского золота и 331 тонн серебра цена на золото упала на 3—4 %, были отменены все налоги за 106 год, а каждый налогоплательщик получил по 650 денариев, что в два раза превышало годовое жалование легионера. К традиционной столичной раздаче хлеба (к которой было приписано 5 тысяч нуждающихся детей) прибавилась раздача вина и масла, такая же практика существовала и в других районах на средства муниципалитета и частных благотворителей.

### Строительство

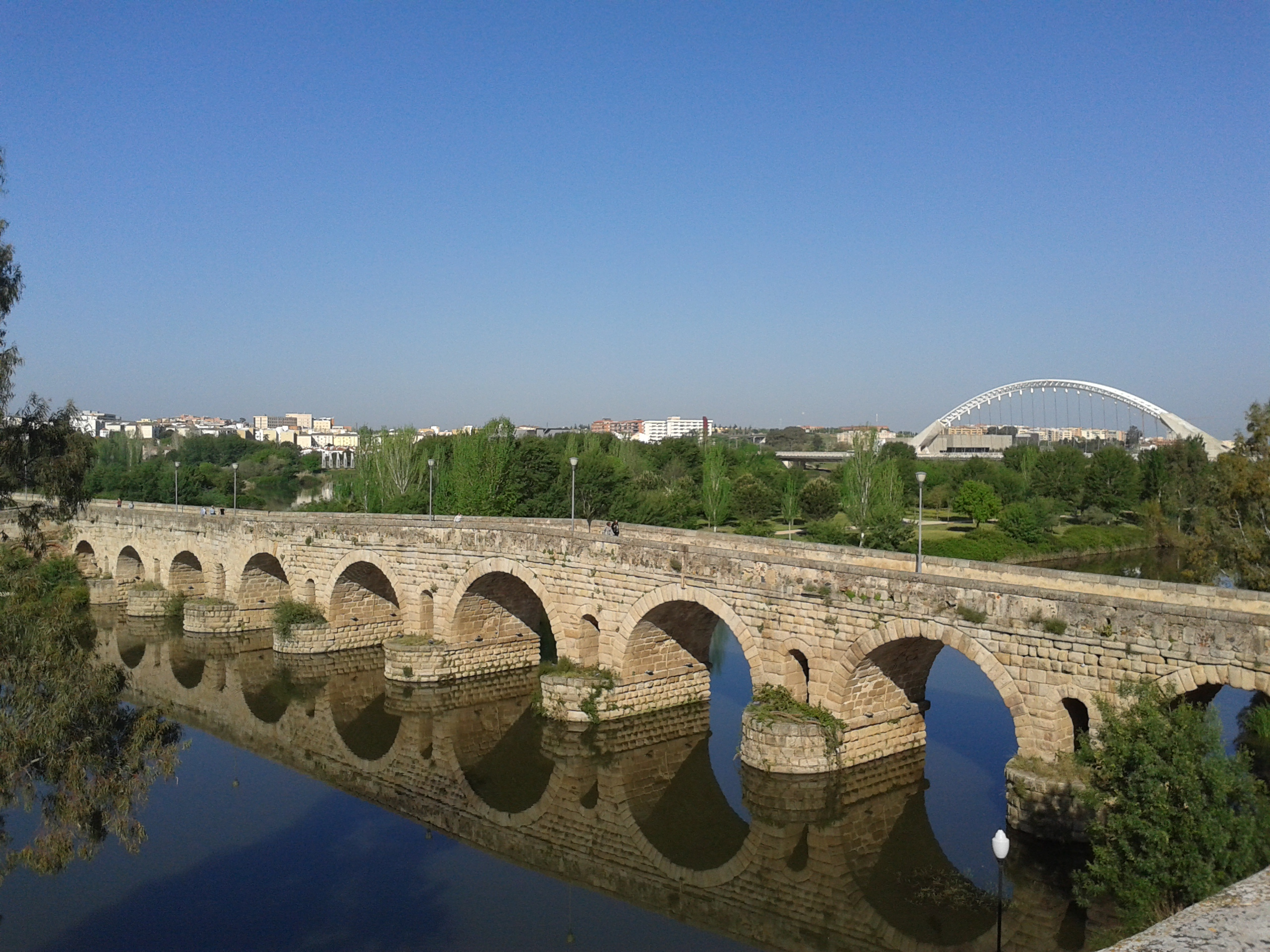
Античный мост через Гвадиану времён Траяна в Мериде

Масштабная строительная программа Траяна, развёрнутая на средства от победоносных походов, оказала огромное влияние на инфраструктуру Рима и Италии и внесла ещё больший вклад в образ лучшего принцепса. Руководил строительством (и проектировал все наиболее значительные сооружения) Аполлодор Дамасский — спутник Траяна ещё с Дакийской кампании. Почти все новые постройки получили когномен или номен Траяна — колонна высотой около 40 метров, форум, рынок у нового форума, базилика, так называемый «Трофей» (Tropaeum Traiani), термы Траяна, акведук Траяна, дорога (via Traiana, предлагавшая более лёгкий маршрут от Брундизия, чем Аппиева) и другие. В связи с улучшением гавани в Анконе в 114—115 годах была возведена арка с надписью «providentissimo principi quod accessum Italiae hoc etiam addito ex pecunia sua portu tutiorem navigantibus reddiderit». В современном Риме, кроме развалин форума, рынка и терм, о царствовании Траяна напоминает знаменитая колонна (в 1587 году стоявшая на ней фигура императора была заменена статуей апостола Петра). Колонна на всю высоту украшена поразительно тонкой работы барельефами, изображающими эпизоды войны с даками. Почти столь же хорошо известна триумфальная арка Траяна в Беневенте на юге Италии. Но особенно Траян любил выстроенную им же гавань в Центумцеллах. Всю Среднюю и Восточную Европу стала пересекать Дунайская дорога, от юга Чёрного моря через всю Малую Азию до Евфрата стала проходить большая транспортная артерия, вновь был открыт канал от Нила к Красному морю. Канал этот с тех пор называют рвом Траяна, fossa Traiana. Также известен мост на реке Таг в Испании, близ теперешней Алькантры. Он соединяет два крутых берега, его высота от водной поверхности более 70 метров. Аркады моста сложены из гранитных блоков.

### Религиозная политика
Наиболее ярким свидетельством отношений римского государства и раннего христианства является переписка Траяна с Плинием Младшим (Секундом) во время наместничества последнего в Вифинии. Раннехристианские общины (экклезии) с точки зрения римского законодательства того времени рассматривались как коллегии — объединения лиц, связанные отправлением культа или общей профессией. Их деятельность регулировалась имперским законодательством, требовавшим, как минимум, регистрацию и получение разрешения. Христианские же экклезии Вифинии в силу распространённых тогда в протохристианской среде эсхатологических настроений от любого взаимодействия с светскими властями отказывались, что и привело к расследованию.
На запрос Плиния Траян ответил, что анонимные доносы принимать не следует, однако в случае доказанности принадлежности к христианам следует требовать простого отречения, наказывая лишь при отказе от него:

Ты поступал должным образом, мой Секунд, при расследовании дела тех, на которых доносили тебе как на христиан. Нельзя в таких случаях установить раз навсегда определённой формулы. Не надо разыскивать их: если о них донесут и удастся уличить их, надо подвергать их наказанию, руководясь, однако, тем, что раскаяние снимает вину с обвиняемого, какие бы ни лежали на нём подозрения, если он станет отрицать свою принадлежность к христианам, подтверждая своё уверение делом, то есть поклонением нашим богам. Безымянные доносы не должны приниматься во внимание ни при каких обвинениях. Это очень плохой пример, не надо его держаться в наш век.
Оригинальный текст (лат.)Actum quem debuisti, mi Secunde, in excutiendis causis eorum, qui Christiani ad te delati fuerant, secutus es. Neque enim in universum aliquid, quod quasi certam formam habeat, constitui potest. Conquirendi non sunt; si deferantur et arguantur, puniendi sunt, ita tamen ut, qui negaverit se Christianum esse idque re ipsa manifestum fecerit, id est supplicando dis nostris, quamvis suspectus in praeteritum, veniam ex paenitentia impetret. Sine auctore vero propositi libelli <in> nullo crimine locum habere debent. Nam et pessimi exempli nec nostri saeculi est.
— Плиний Младший; Письма, 97
Существует легенда, впервые упоминаемая в манускрипте VIII века, по которой Папа Григорий Великий однажды, проходя мимо Траяновой колонны, был «уязвлён в самое сердце» мыслью о том, что справедливейший из правителей мучится в аду. Григорий предался усиленной молитве, проливая потоки слёз, и в конце концов был извещён ангелом о том, что язычник Траян обрёл спасение. Эта легенда по-разному трактовалась средневековыми авторами, некоторые воспринимали «крещение в слезах» Григория Великого буквально, вплоть до того, что Траяну была возвращена жизнь, дабы он мог стать христианином и получить таким образом прощение. Их оппоненты утверждали, что император был лишь освобождён от адских мук.
Единственным известным священномучеником времён Траяна считается святой Игнатий. Однако в православном житии святого священномученика Климента император Траян указывается непосредственным инициатором гонений на христианскую общину Херсонеса и казни святого Климента около 100 года.

## Век Траяна

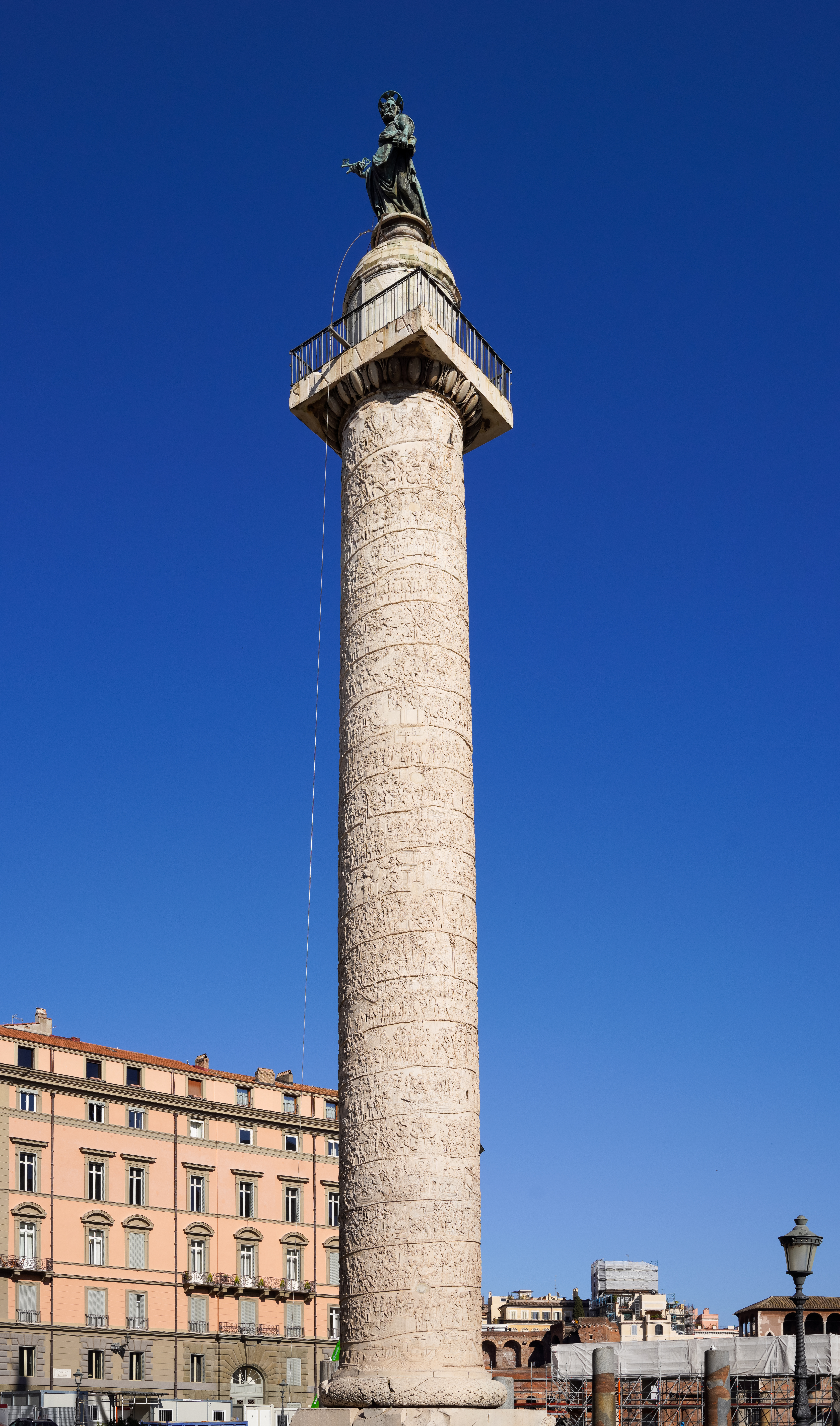
Колонна Траяна

Во время осады крепости Хатра в Месопотамии Траян заболел. Подозревали отравление. Сняв осаду, император летом 117 года вернулся в Антиохию. Руководство армией и наместничество в Сирии он передал своему родственнику Адриану. У того уже был опыт военачальника, и его кандидатуру поддерживала императрица Плотина. По всей вероятности, в Антиохии Траян был частично парализован в результате апоплексического удара. И всё же он велел везти себя в столицу. Скончался Траян 9 августа в городе Селинунт в Киликии. Его прах привезли в Рим, где со всеми почестями замуровали золотую урну в цоколе его триумфальной колонны. Память о добром императоре долго жила в народе.
Тацит определил период правления Траяна как «beatissimum saeculum» — «счастливейший век», и таким он остался в сознании современников и потомков, и всем последующим императорам сенат желал быть «счастливее Августа и лучше Траяна» («felicior Augusti, melior Traiani»).
Вот что Аврелий Виктор рассказывает о вкладе Траяна в развитие империи:

(2) Едва ли кто-нибудь нашёлся славнее его как в мирное время, так и на войне. (3) В самом деле, он первый и даже единственный перевёл римские войска через Истр и покорил в земле даков народ, носящий шапки, и саков с их царями Децебалом и Сардонием, и сделал Дакию провинцией; кроме того, он ошеломил войной все народы на Востоке между знаменитыми реками Евфратом и Индом, потребовал заложников у царя персов по имени Косдрой и в то же время проложил путь через область диких племён, по которому легко можно было пройти от Понтийского моря до Галлии. (4) В опасных и нужных местах были построены крепости, через Дунай перекинут мост, выведено много колоний. (5) В самом Риме он более, чем с великолепием содержал и украшал площади, распланированные Домицианом, проявил удивительную заботу о бесперебойном снабжении [столицы] продовольствием тем, что образовал и укрепил коллегию хлебопёков; кроме того, чтобы скорее узнавать, где что происходит за пределами государства, были сделаны доступными [для всех] общественные средства сообщения. (6) Однако эта довольно полезная служба обратилась во вред римскому миру вследствие алчности и дерзости последующих поколений, если не считать, что за эти годы в Иллирию были доставлены дополнительно войска при содействии префекта Анатолия. (7) Ведь в жизни общества нет ничего хорошего или дурного, что не могло бы обратиться в свою противоположность в зависимости от нравов правителя.

## Внешность и личные качества
Траян был высокого роста и имел хорошее телосложение. Он любил охотиться, плавать, грести и продираться сквозь лесные дебри. Его лицу было свойственно сосредоточенное выражение собственного достоинства, усиленное преждевременной сединой.
Чтобы поздравить друзей с праздниками или когда они болели, Траян часто заходил к ним в гости. По Евтропию, в конце концов, окружающие даже стали его укорять, что со всеми он держится как простой гражданин. Говорили, что, отправляясь в один из дакийских походов, он был остановлен женщиной, жаловавшейся на несправедливое осуждение сына. Тогда он сошёл с коня, лично отправился с просительницей в суд, и только когда дело было решено благоприятным для неё образом, поход был продолжен. Вот что писал Дион Кассий о его привычках:

«Он выделялся среди всех справедливостью, храбростью и непритязательностью привычек… Он никому не завидовал и никого не убивал, но уважал и возвышал всех достойных людей без исключения, не испытывая к ним ненависти или страха. На клеветников он не обращал внимания и не давал воли своему гневу. Ему было чуждо корыстолюбие, и он не совершал неправедных убийств. Он расходовал огромные средства как на войны, так и на мирные работы, и сделав очень много крайне необходимого по восстановлению дорог, гаваней и общественных зданий, он не пролил ничьей крови в этих предприятиях… Он был рядом с людьми не только на охоте и пирах, но и в их трудах и намерениях… Он любил запросто входить в дома горожан, порою без стражи. Ему недоставало образования в строгом смысле этого слова, но по сути он многое знал и умел. Я знаю, конечно, о его пристрастиях к мальчикам и вину. Но если бы вследствие своих слабостей он совершал низменные или безнравственные поступки, это вызвало бы широкое осуждение. Однако известно, что он пил, сколько хотел, но при этом сохранял ясность рассудка, а в отношениях с мальчиками никому не нанес вреда».

Вот что говорит Аврелий Виктор в своем произведении «О цезарях»:
Траян был справедлив, милостив, долготерпелив, весьма верен друзьям; так, он посвятил другу своему Суре постройку: (именно) бани, именуемые Суранскими. (9) Он так доверял искренности людей, что, вручая, по обычаю, префекту претория по имени Субуран знак его власти — кинжал, неоднократно ему напоминал: «Даю тебе это оружие для охраны меня, если я буду действовать правильно, если же нет, то против меня». Ведь тому, кто управляет другими, нельзя допускать в себе даже малейшей ошибки. Мало того, своей выдержкой он смягчал и свойственное ему пристрастие к вину, которым страдал также и Нерва: он не разрешал исполнять приказы, данные после долго затянувшихся пиров.

## Семья
После смерти отца у Траяна не осталось близких родственников мужского пола, а единственным дальним родственником был двоюродный племянник Адриан. Жизнь Траяна была тесно связана с женой и родственницами. Эти женщины играли очень важную роль в общественной жизни империи. Траян был женат на Помпее Плотине, бывшей ему дальней родственницей. Она ухаживала за ним на смертном одре. Плотина и сестра императора, Ульпия Марциана, были удостоены титула Августы в 105 году. И когда Марциана в том же году умерла, её причислили к лику богов, а её дочь Матидия унаследовала от неё этот титул.

## В искусстве
Траян является действующим лицом сказки Кармен Сильва «Дочь Децебала», в которой рассказывается о любви Траяна к вымышленной дочери Децебала Андраде, которая предпочла смерть любви римского императора.

## Первоисточники
- Плиний Младший. «Панегирик». «Письма»
- Дион Кассий. «Римская история», LXVIII, (с англ. — « »текст по Loeb Classical Library)
- Аврелий Виктор. «О цезарях». XIII.
- Евтропий. «Бревиарий от основания Города», VIII, 2-6
- Псевдо-Аврелий Виктор. эпитома XIII.
- Павсаний. Описание Эллады. 4.35.2 и 5.12.4.

### На русском языке
- Грант М. Римские императоры : Биогр. справ. правителей Рим. империи, 31 г. до н. э. — 476 г. н. э. = The Roman Emperors: A Biographical Guide to the Rulers of Imperial Rome 31 B.C. — A.D. 476 / [Пер. с англ. М. Гитт]. — М. : Терра — Кн. клуб, 1998. — 398, [1] с. : ил., карт. — ISBN 5-300-02314-0
- Крист К. «История времён римских императоров от Августа до Константина»
- Ковалёв С. И. «История Рима», гл. VII
- Шадрина В. Ю. 2005: Идеологическая политика императора Траяна: её сущность, особенности и значение: Авт. дисс… к.и.н. М.
- Колосовская Ю. А. Война Траяна с Даками // Рим и мир племен на Дунае I-IV вв. н.э. — М.: Наука, 2000.
- Трая́н Марк Ульпий // Тихоходки — Ульяново. — М. : Советская энциклопедия, 1977. — С. 176. — (Большая советская энциклопедия : [в 30 т.] / гл. ред.  А. М. Прохоров ; 1969—1978, т. 26).

### На немецком языке
- Werner Eck: Trajan. 98-117. In: Manfred Clauss (Hrsg.): Die römischen Kaiser. C. H. Beck, München 1997, ISBN 3-406-42727-8, S. 111—124.
- Martin Fell: Optimus princeps? Anspruch und Wirklichkeit der imperialen Programmatik Kaiser Traians. 2. Auflage. Tuduv, München 2001, ISBN 3-88073-586-7.
- Annette Nünnerich-Asmus (Hrsg.): Traian. Ein Kaiser der Superlative am Beginn einer Umbruchzeit?. Philipp von Zabern, Mainz 2002, ISBN 3-8053-2780-3 (Rezension).
- Christian Ronning: Herrscherpanegyrik unter Trajan und Konstantin. Studien zur symbolischen Kommunikation in der römischen Kaiserzeit. Tübingen 2007, ISBN 3-16-149212-9. (Rezension)
- Egon Schallmayer (Hrsg.): Traian in Germanien, Traian im Reich. Bericht des Dritten Saalburgkolloquiums. Saalburgmuseum, Bad Homburg v. d. h. 1999, ISBN 3-931267-04-0 (Saalburg-Schriften. 5).
- Gunnar Seelentag: Taten und Tugenden Traians. Herrschaftsdarstellung im Principat. Franz Steiner Verlag, Stuttgart 2004, ISBN 3-515-08539-4 (ausgezeichnet mit dem Bruno-Snell-Preis) (Rezension (engl.)).
- Karl Strobel: Untersuchungen zu den Dakerkriegen Trajans. Studien zur Geschichte des mittleren und unteren Donauraumes in der Hohen Kaiserzeit. Habelt, Bonn 1984, ISBN 3-7749-2021-4 (Antiquitas. Reihe 1, 33).
- Klaus-Gunther Wesseling: Trajan. In: Biographisch-Bibliographisches Kirchenlexikon (BBKL). Band 12, Herzberg 1997, ISBN 3-88309-068-9, Sp. 394—410..

### На английском языке
- Julian Bennett: Trajan. Optimus Princeps. A Life And Times. 2nd edition. Routledge, London 2001, ISBN 0-415-16524-5. (книга раскритикована как ненадежная из-за множества фактических ошибок. См.:Werner Eck, Рецензия на 1-е издание (1997), Scripta Classica Israelica 17, 1998, S. 231—234)
- Miriam Griffin: Trajan. In: Alan K. Bowman, Peter Garnsey und Dominic Rathbone (eds.): The Cambridge Ancient History 11. The High Empire, A. D. 70-192. Cambridge University Press, Cambridge 2000, ISBN 0-521-26335-2, pp. 96-131. (Рецензия)
- Frank A. Lepper: Trajan’s Parthian war. Oxford University Press, Oxford 1948, Nachdruck Ares, Chicago 1993, ISBN 0-89005-530-0.
- Graham Wylie: How did Trajan succeed in subduing Parthia where Mark Antony failed? In: The Ancient History Bulletin. 4/2 (1990), pp. 37-43 (online).
- Ancell, R. Manning. «Soldiers.» Military Heritage. December 2001. Volume 3, No. 3: 12, 14, 16, 20 (Trajan, Emperor of Rome).
- Bowersock, G.W. Roman Arabia, Harvard University Press, 1983
- Christol, M. & Nony, N. Rome et son Empire, Paris: Hachette, 2003, ISBN 2-01-145542-1
- Finley, M.I. The Ancient Economy, Berkeley: University of California Press, 1999, ISBN 0-520-21946-5
- Fuller, J.F.C. A Military History of the Western World. Three Volumes. New York: Da Capo Press, Inc., 1987 and 1988. v. 1. From the earliest times to the Battle of Lepanto; ISBN 0-306-80304-6: 255, 266, 269, 270, 273 (Trajan, Roman Emperor).
- Isaac, B. The Limits of Empire, The Roman Army in the East, Revised Edition, Oxford University Press, 1990
- Kennedy, D. The Roman Army in Jordan, Revised Edition, Council for British Research in the Levant, 2004
- Luttvak, Edward N. The Grand Strategy of the Roman Empire: From the First Century A.D. to the Third, Baltimore: Johns Hopkins University Press, 1979, ISBN 0-8018-2158-4
- Wildfeuer, C.R.H. Trajan — Lion of Rome, Aquifer Publishing, 2009
- Waters, K.H.. "Traianus Domitiani Continuator, " AJP 90 (1969) 385—404
- See Lepper and Frere, Packer, and Richmond, "Trajan’s Army